# Jorge Larrionda
Jorge Luis Larrionda Pietrafesa (ur. 9 marca 1968 w Montevideo) – urugwajski sędzia piłkarski.
Od 1998 sędzia międzynarodowy. Zadebiutował 20 czerwca 1999 w meczu towarzyskim pomiędzy reprezentacjami Chile i Boliwii. 
Podczas Mistrzostw Świata 2006 w meczu pomiędzy Włochami i Stanami Zjednoczonymi pokazał trzy czerwone kartki. Boisko opuścili Daniele De Rossi (ITA), Pablo Mastroeni (USA) oraz Eddie Pope (USA). Mecz zakończył się wynikiem 1:1. 
27 czerwca 2010 w meczu 1/8 finałów Mistrzostw Świata Niemcy – Anglia, nie uznał zdobytej bramki dla Anglików (powtórki pokazały, że piłka przekroczyła linię bramkową) przy stanie 2:1 dla Niemców (mecz zakończył się wynikiem 4:1).

## Turnieje
- Copa América (2001)
- Puchar Konfederacji (2003)
- Letnie igrzyska olimpijskie (2004)
- Mistrzostwa Świata U-17 (2005)
- Mistrzostwa Świata U-21 (2005)
- Mistrzostwa Świata (2006)
- Mistrzostwa Świata (2010)